# 釜澤安季子
釜澤 安季子（かまざわ あきこ、1955年5月14日 - ）は、日本の放送作家。有限会社オンリーユー代表。日本脚本家連盟、日本放送作家協会会員。

## 来歴
東京都出身。東京文化高等学校（現・新渡戸文化高等学校）から和光大学に進学。株式会社オン・エアー（テレビ番組の制作プロダクション）のAD募集に応募し採用になる。
人手が足りないのでと会社から言われ、フジテレビ「なるほど!ザ・ワールド」、日本テレビ「全国高等学校クイズ選手権（高校生クイズ）」でクイズ作家としてデビュー。
その後にオン・エアーより独立し、1990年に有限会社オンリーユーを設立。同社は放送作家・リサーチャー集団から始まり、タレント所属事務所としても業務拡大した（2016年現在、俳優の渡辺裕太ほか「劇団マチダックス」メンバーや元プロ野球選手のG.G.佐藤らが在籍する）。

## 参加作品

### テレビ番組
- なるほど!ザ・ワールド（フジテレビ）
- 全国高等学校クイズ選手権（日本テレビ）
- WIN（日本テレビ）
- 特命リサーチ200X（日本テレビ）
- クイズ百点満点（NHK）
- 情熱大陸（TBS・MBS）
- 世界の秘境に嫁いだ日本人妻（テレビ東京）
- ローカル路線バス乗り継ぎの旅（テレビ東京）

ほか

### 映画
- 怪談・牡丹燈籠～もっともっと愛されたかった
- 海峡をつなぐ光
- ローカル路線バス乗り継ぎの旅 THE MOVIE
- サンマとカタール 女川つながる人々

## 著書
- 「ワンナイト・ラヴ」 （角川春樹事務所 2004年11月） ISBN 978-4758410434